# Transfer Line Methode
Die Transfer Line Methode (auch Transferlängen-Methode oder Transferlängen-Messung) ist ein Verfahren aus den Halbleiter- und Werkstoffwissenschaften und bezeichnet die Messung des Kontaktwiderstands mit Hilfe einer zweidimensionalen Teststruktur. Das Verfahren wurde erstmals 1964 von dem Physiker William Shockley eingeführt. Es ist heutzutage ein oft verwandtes Verfahren, um die Übergangswiderstände von Halbleiter- und Metallschichten in zum Beispiel der Mikrosystemtechnik zu bestimmen.